# Heka László
Heka László (Mikleuš, Horvátország, 1959. szeptember 22. –), horvátul: Ladislav Heka, horvát-magyar származású kutató jogász, író, újságíró, tudósító, szakfordító, egyetemi docens. Anyanyelvként beszéli a magyar és a déli szláv nyelveket egyaránt.

## Élete[1]
Általános és a középiskoláit Pélmonostoron végezte. Az Eszéki Egyetem Jogtudományi Karán diplomázott 1985-ben. 1986-tól 1991-ig jogtanácsosként dolgozott Pélmonostoron. 1991-ben telepedett le Magyarországon.
1993-ban PhD-ösztöndíjat szerzett a JATE Állam- és Jogtudományi Karának (ÁJTK) Jogtörténeti Tanszékén, és a hároméves doktoranduszképzés után 1996-tól (2000-től a jogutód Szegedi Tudományegyetem (SZTE)) tanított az ÁJTK Jogtörténeti Tanszékén és a Bölcsészettudományi Kar (BTK) Szlavisztikai Tanszékén. A horvát-magyar közjogi viszony, különös tekintettel a horvátországi 1868:I. törvénycikkre és a magyarországi 1868:XXX. törvénycikkre című doktori értekezését 2004-ben védte meg, és szerezte meg a PhD fokozatot. 2004-től az SZTE ÁJTK Összehasonlító Jogi Intézet tudományos munkatársa és az SZTE BTK Szlavisztikai Tanszék meghívott előadója. 2008-tól az SZTE ÁJTK Összehasonlító Jogi Intézetének egyetemi docense.
Kutatási területe a jogtörténet, összehasonlító jog, horvát, déli szláv, illetve szláv államok jogrendszerei, vallási jogrendszerek (iszlám és zsidó jog), valamint a délszláv, balkáni régióban élő nemzetek, etnikumok, vallási csoportjainak joga (romani kris illetve albán szokásjog) és néprajzát, a magyarországi horvátok, főként a szegedi dalmaták története.
Oktatott kurzusai: Iszlám jog, Összehasonlító, Vallási és politikai konfliktusok a délszláv államokban.

## Családja
Nagynénje Kenéz Heka Etelka énekesnő, írónő, akinek a férje Kenéz Ernő (1922–1998) operaénekes volt. Felesége Szondi Ildikó társadalomstatisztikus, szegedi önkormányzati képviselő. Egy lányuk született, Heka Dária Zsuzsanna 1993-ban.

## Díjai, elismerései
- MTA Szegedi Területi Bizottságának pályázatán 3. helyezés, 1992
- MTA Szegedi Területi Bizottságának pályázatán 2. helyezés, 1993
- Kisteleki Alapítvány 1. díja, 1996
- Az Oktatási Minisztérium nemzeti és etnikai kisebbségi népismereti tankönyvekre kiírt pályázatának 1. díja, 1999

## Művei

### Könyvei
- Heka László. A szegedi dalmaták (bunyevácok) története (magyar nyelven). Szeged: Bába Kiadó (2009). Hozzáférés ideje: 2016. február 26.